# Landesgartenschau Reichenbach im Vogtland
Die Landesgartenschau Reichenbach im Vogtland fand als 5. Sächsische Landesgartenschau von Mai bis Oktober 2009 unter dem Motto: „Sachsens grüne Mitte“ statt. Landesgartenschauen werden in Sachsen seit dem Jahr 1996 alle drei Jahre veranstaltet.

## Bewerbungsverfahren

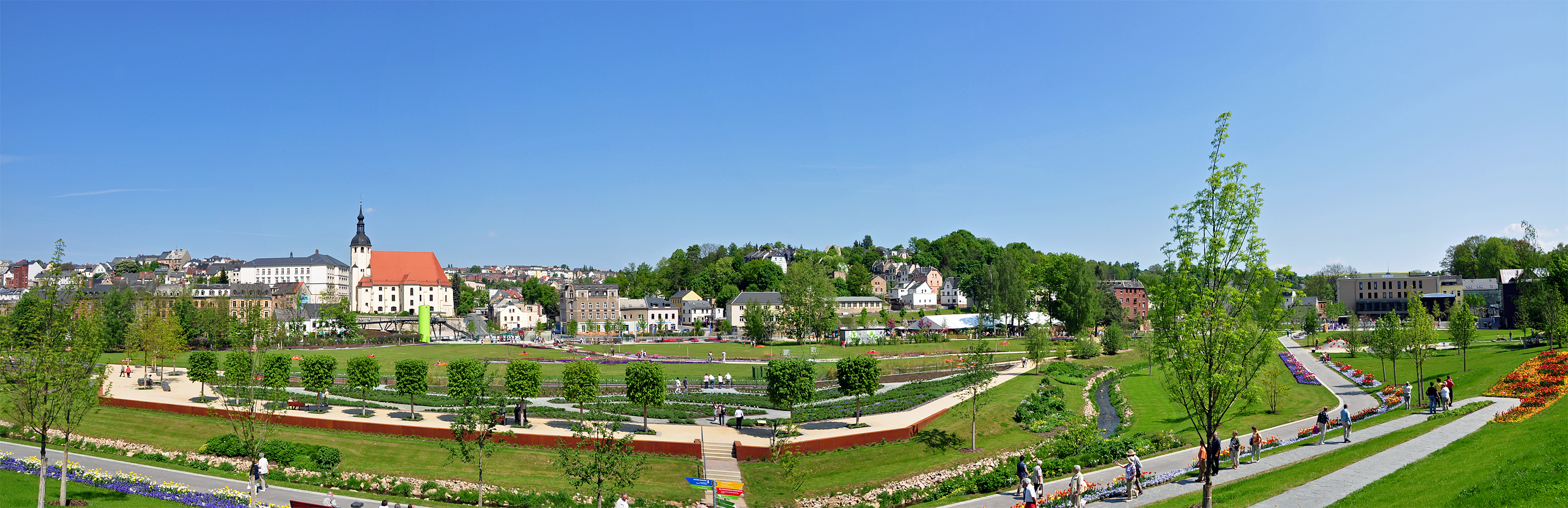
Panorama des Gartenschaugeländes

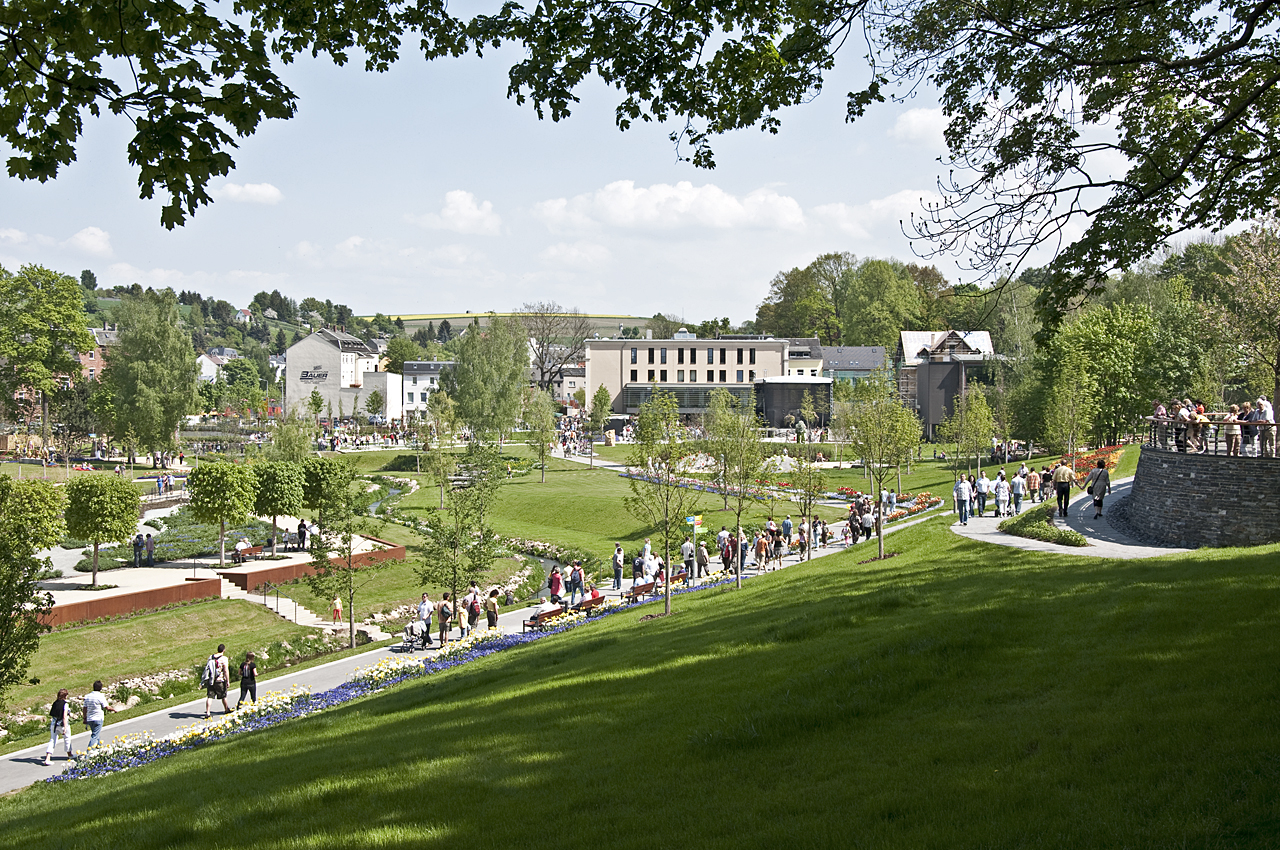
Mittlerer Bereich

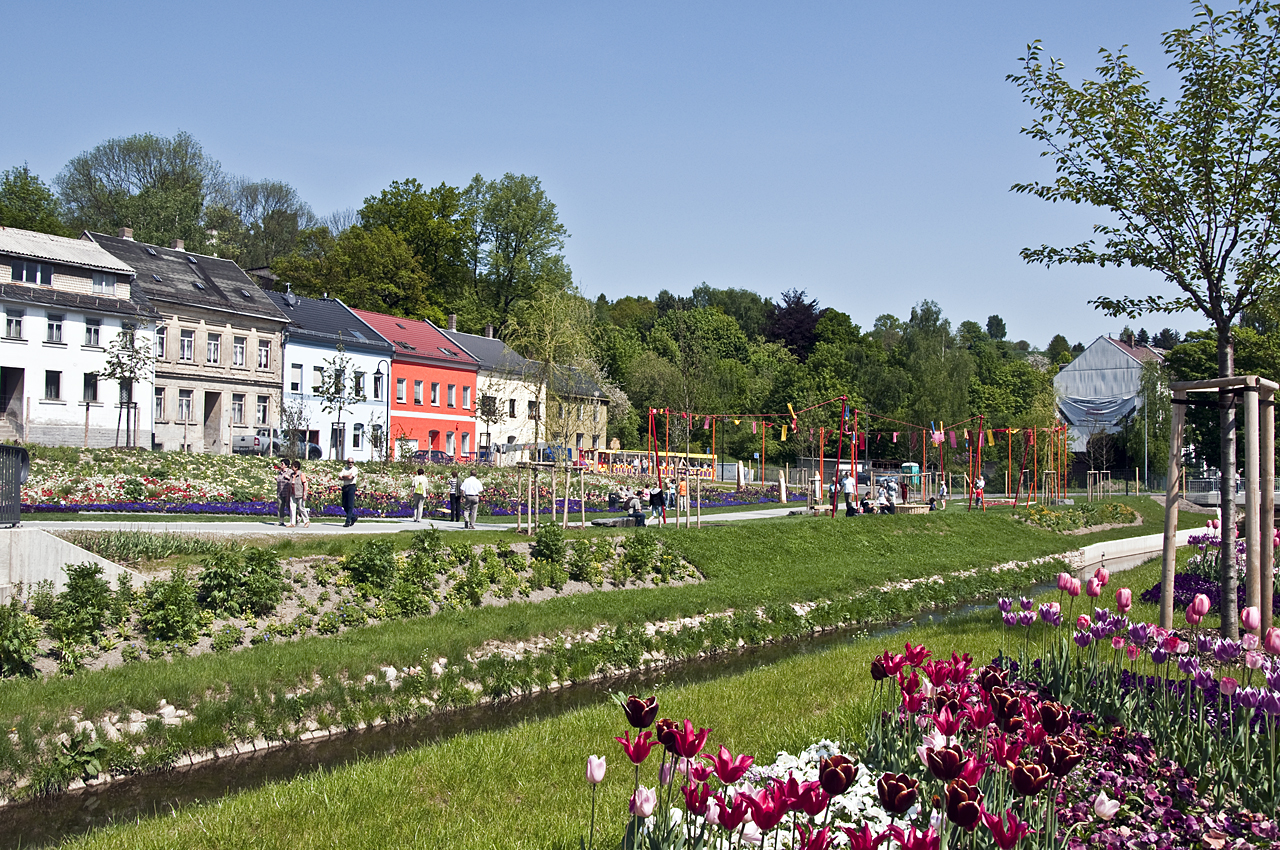
Raumbachtal

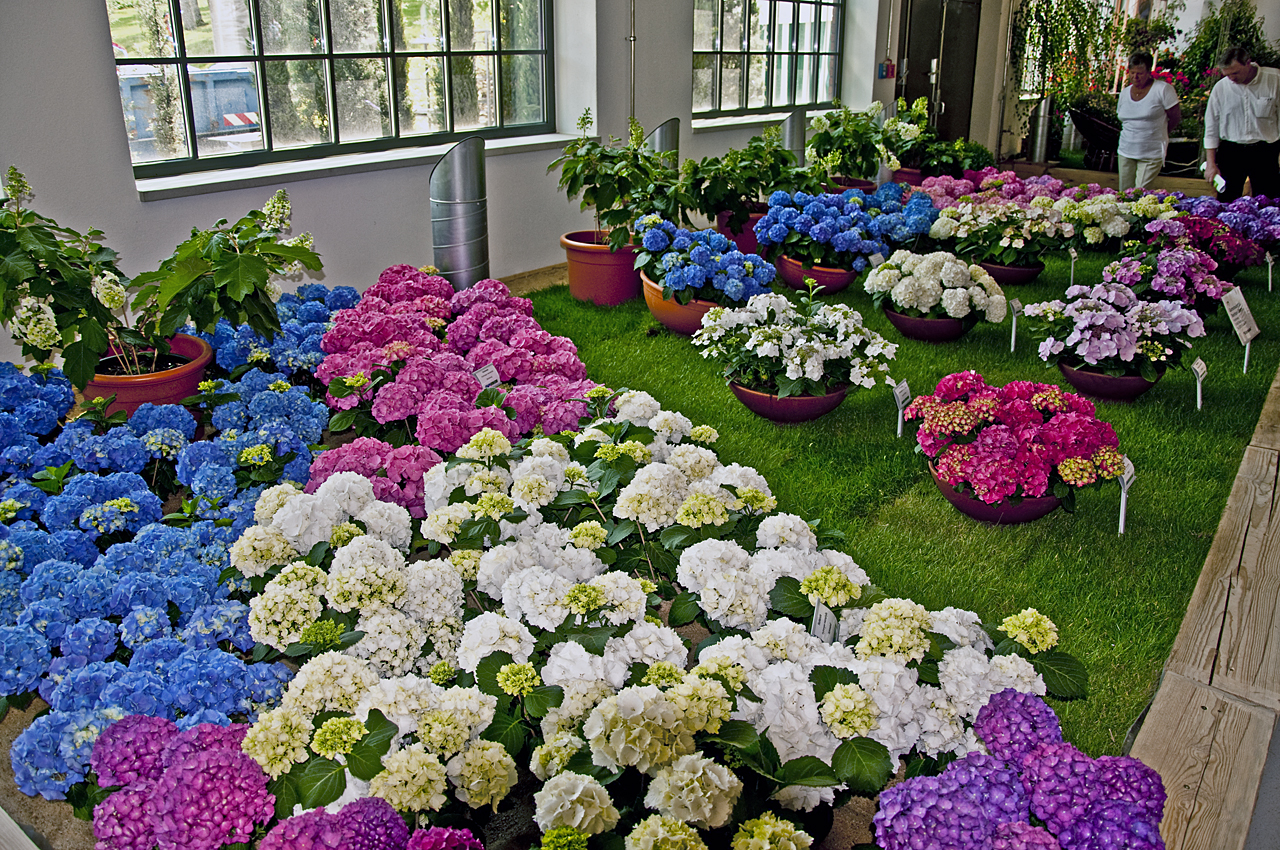
Blumenhalle

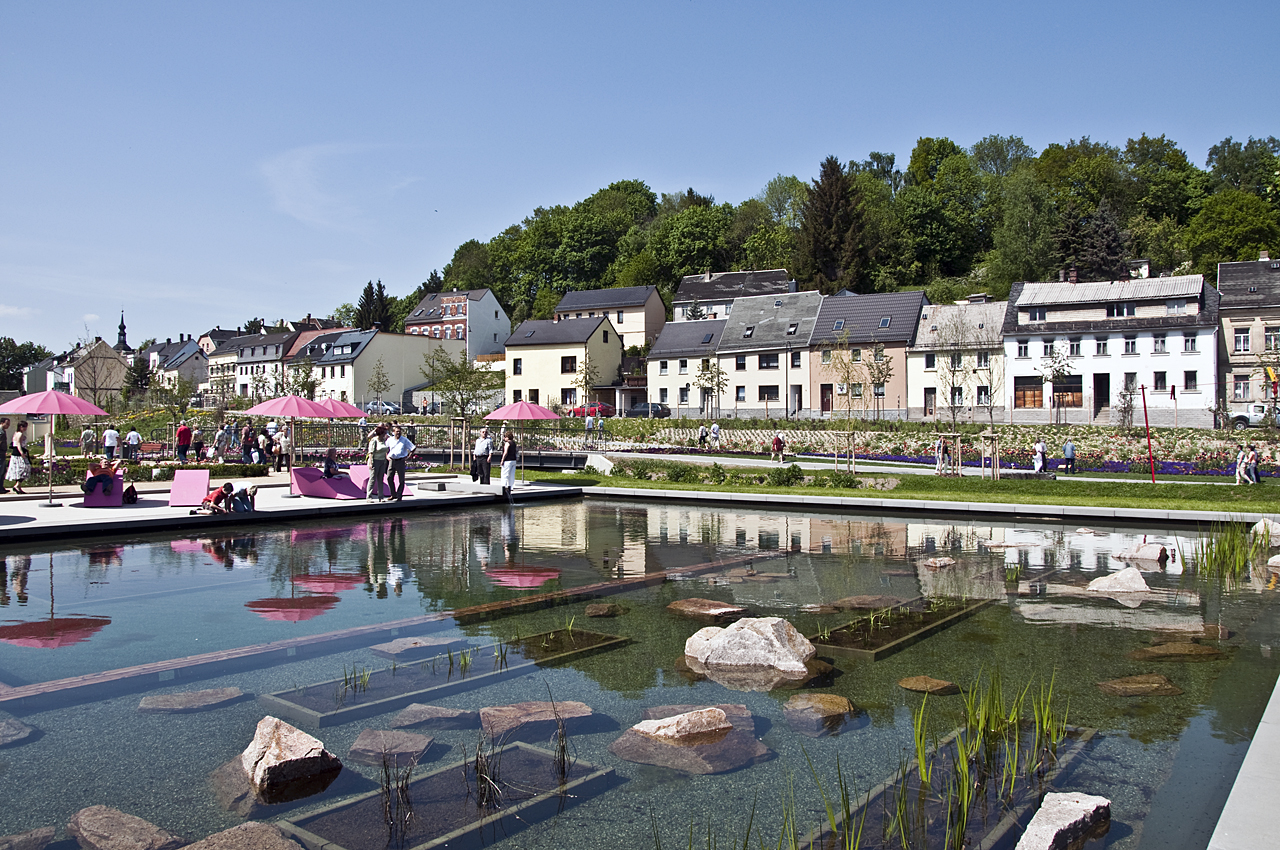
Wasserbecken

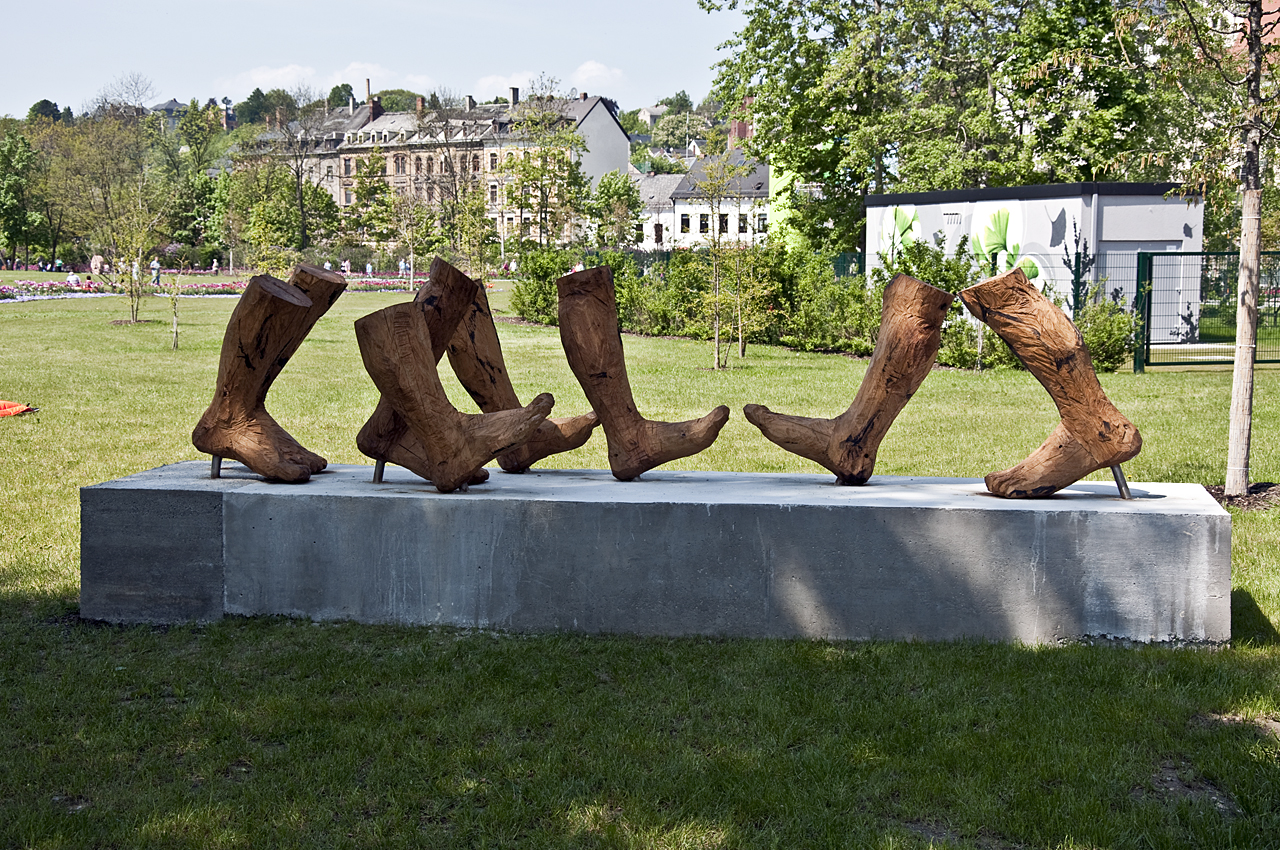
Skulpturenweg

### Bewerbung und Zuschlag
Mit Beschluss des sächsischen Kabinetts vom 1. Februar 2005 erhielt die Stadt Reichenbach im Vogtland den Zuschlag für die Ausrichtung der 5. Sächsischen Landesgartenschau 2009. Dieser wurde durch den damaligen Staatsminister für Umwelt und Landwirtschaft Stanislaw Tillich erteilt. Reichenbach setzte sich dabei gegen fünf weitere Bewerberstädte durch. Auch die Städte Annaberg-Buchholz, Freital (gemeinsam mit Tharandt), Lauta (Landkreis Kamenz), Oelsnitz/Erzgeb. und Löbau hatten sich für die Schau beworben. Am 6. Februar 2006 beschloss der Stadtrat den Gesellschaftervertrag der Landesgartenschau Reichenbach im Vogtland 2009 gGmbH und bestellte die in der Sitzung vom 5. Dezember 2005 gewählten städtischen Aufsichtsräte.

### Landschaftsplanerischer Wettbewerb
Für die Gestaltung der Landesgartenschau wurde ein begrenzt offener Ideen- und Realisierungswettbewerb durchgeführt, an dem insgesamt 40 Teilnehmer, davon acht durch den Auslober gesetzte, teilnahmen. Am 4. November 2005 ermittelte das Preisgerichts die Gewinner des Wettbewerbs. Den 1. Preis erhielt das Büro Geskes und Hack Landschaftsarchitekten aus Berlin.

## Konzept
Grundlage des Konzeptes war die städtebauliche Neugestaltung eines ehemaligen Industriegebietes entlang des Raumbaches, welches direkt an die Altstadt angrenzt und von Industriebrachen und verfallenden Wohn- und Gewerbegebäuden geprägt war. Diese sollten zugunsten von Grünflächen beseitigt werden und durch Rad- und Wanderwege eine bessere Verbindung zwischen Reichenbach und den Nachbarstädten Mylau und Netzschkau herstellen.

## Gartenschauareal
Das Gelände der 5. sächsischen Landesgartenschau in Reichenbach gliederte sich in vier wesentliche Teile: das Raumbachtal, das Angerviertel, den Fabrikgarten Schreiterer und das Areal des Unteren Bahnhofes.
Vom Eingangsbereich am Rande des Altstadtkerns führte ein Hauptweg in die Talaue des Raumbachtales. Der zuvor kanalisierte Raumbach erhielt dabei ein neues Bachbett. Ziel war es, unter Einbeziehung von Teilen der früheren Industrieanlagen neue Blickbeziehungen auf die umgebende Landschaft zu schaffen. Im Mittelpunkt des Gartenschaugeländes lag ein zentraler Platz, welcher von einem Spiralband-Turm dominiert wurde. Dieser führte in die Ausstellungsgeschosse der Blumenhalle, in welcher während der Landesgartenschau wechselnde Ausstellungen stattfanden. Ein weiterer Weg führte von dort zum Aussichtsturm der „Schönen Aussicht“ über den "Märchenwald" wieder hinab ins Tal. Die Blumenhalle entstand in den Räumen einer ehemaligen Weberei. Das Gebäude der ehemaligen Schuhtextilienfabrik C.H.Müller nahm den Service- und Infobereich, sanitäre Anlagen sowie im Obergeschoss eine gastronomische Einrichtung auf. Auf dem Vorplatz, dem sogenannten „Musikantenhain“ traten während der Gartenschau verschiedene Musikgruppen und die Vogtland-Philharmonie auf.
Ein weiterer Teilbereich der Gartenschau war das ehemalige Wasserwerk, welches als Festsaal für verschiedene Veranstaltungen umgebaut wurde. Angegliedert war an der westlichen Hangseite ein Biergarten. Unterhalb lag die Waldbühne mit ca. 1000 Sitzplätzen.
Westlich des eigentlichen Gartenschaugeländes wurde das Areal des ehemaligen Unteren Bahnhofes neu gestaltet. Dieser war eine von ehemals drei Eisenbahnstationen in Reichenbach im Vogtland und von 1902 bis 1962 Ausgangspunkt der Schmalspurbahn nach Oberheinsdorf. Hier entstand für die Landesgartenschau ein „Rangierspielplatz“, welcher auf spielerische Art das Thema Eisenbahn aufgriff und so an die Geschichte des Grundstücks erinnerte. Ein Heckenlabyrinth grenzte den Bereich zu einer stark befahrenen Straße ab. Während der Gartenschau fanden Präsentationen verschiedener Fachverbände des Garten- und Landschaftsbaus statt. Das ehemalige Bahnhofsgebäude diente als Ausstellungszentrum und Café.
Am 18. Oktober 2009 endete die 5. Sächsische Landesgartenschau mit einer Bilanz von ca. 450.000 Besuchern.

## Nachnutzung
Nach dem Abschluss der Landesgartenschau und dem Rückbau der temporären Einrichtungen wurde das Gelände im Raumbachtal 2010 als „Park der Generationen“ übergeben. Das umzäunte Gelände dient heute Besuchern als Erholungsgebiet und ist mit Spielplätzen, einer Minigolfanlage und einer Skaterbahn ausgestattet. Das Hauptgebäude der ehemaligen Landesgartenschau nutzt seit 2010 die
Vogtland Philharmonie Greiz Reichenbach. Die frühere Blumen- und Schmetterlingshalle wird für Ausstellungen genutzt, weitere Gebäude dienen als Domizil regionaler Vereine.